# モラド・モハンマディ
セイドモラド・モハンマディ・パフネカライ（ペルシア語:  مراد محمدی, ラテン文字転写: Morad Mohammadi, 1980年4月9日 - ）は、イランのレスリング選手。2006世界選手権優勝者、北京オリンピックの銅メダリストである。マーザンダラーン州のサーリー出身。

## 実績
- オリンピック
  - 2008年　北京 銅メダル
- 世界選手権
  - 優勝　2006年
  - 3位　2005年
  - 3位　2010年
- アジア競技大会
  - 優勝　2006年
- アジア選手権
  - 優勝　2003年
  - 優勝　2005年
  - 2位　2004年
  - 2位　2006年
  - 3位　2008年